# Diferencias por sexo en el crimen

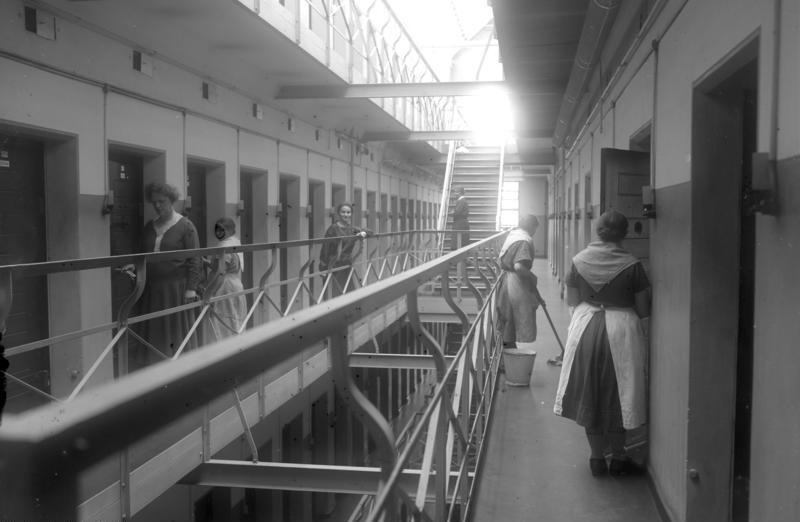
Para propósitos de documentación, los Archivos Federales de Alemania han mantenido las descripciones originales de las imágenes, que pueden ser erróneas, sesgadas, estar obsoletas o tener una orientación política.

El estudio de las diferencias por sexo en el crimen puede pertenecer a campos como la criminología (el estudio científico del comportamiento criminal) o la sociobiología (que trata de demostrar una relación causal entre factores biológicos, en este caso sexo, y las conductas humanas). A pesar de la dificultad para estimarlos o medirlos, las estadísticas sobre crimen pueden proveer una vía para investigar tales relaciones, cuya posible existencia sería interesante desde una perspectiva de diferencias de género. Una diferencia observable en las tasas de crimen entre hombres y mujeres puede deberse a factores sociales y culturales, crímenes que permanecen sin denunciar o a factores biológicos (como señalan las teorías sociobiológicas).
Muchos profesionales han ofrecido explicaciones para estas diferencias por sexo en los crímenes. Algunas explicaciones divergentes incluyen la tendencia evolutiva de los hombres al riesgo y al comportamiento violento, diferencias por sexo en las actividades, la educación, el apoyo social y la desigualdad de género. Rowe, Vazsonyi y Flannery (1995) demostraron que las tasas de actos delictivos que confesaron los propios delincuentes son mayores en los hombres que en las mujeres a través de muchas acciones diferentes, lo cual refuerza el hecho de que los hombres cometen más actos criminales que las mujeres. Burton et al. (1998) descubrieron que bajos niveles de autocontrol se asocian con actividad criminal. Aunque las diferencias de género en la criminalidad de hombres y mujeres son a menudo ignoradas o tomadas por ciertas, hay claras diferencias que deberían conducir a profesionales y académicos a estudiar estos temas más a fondo.
Aunque no todo es el sexo biológico; pues factores como la edad, el estado físico de la persona y su identidad de género son factores muy sustanciales, pues mayormente los crímenes suelen ser perpetrados por hombres entre los 15 y 50 años de edad, lo que deja de lado a los prepúberes y adultos mayores. También se detectó que las personas discapacitadas y transgénero, no sólo son blanco fácil de crímenes de odio y ataques, sino que también son los que con menos frecuencia los cometen. Otros factores como la raza, color de piel, orígen étnico, religión, ideología, nacimiento y orientación sexual no fueron tomados en cuenta o fueron considerados irrelevantes.

## La teoría general del delito
Burton et al. (1998) evaluaron La teoría general del delito, de Gottfredson y Hirschi (1990). Estos últimos afirmaron que los individuos con niveles más bajos de autocontrol tienen más probabilidades de estar involucrados en la conducta criminal, en un contexto que tenía en cuenta el género. El objetivo de su trabajo era dar cuenta de la brecha de género en las tasas de criminalidad. Mediante el uso de un cuestionario de autoreporte, Burton et al. (1998) recabaron datos de 555 individuos de dieciocho años o más en la zona de Cincinnati (Ohio). Los primeros resultados del estudio indicaron que el autocontrol bajo se correlacionó de forma altamente positiva con la conducta delictiva en ambos sexos, pero fue especialmente significativo en los hombres. En las mujeres, la relación llegó a ser significativa cuando la oportunidad se presentó y considerando siempre el nivel de autocontrol. La oportunidad no era un indicador significativo de la conducta criminal masculina, que los autores atribuyen a la suposición de que la oportunidad de la conducta criminal es «omnipresente», o de fácil acceso, para los hombres.
En este estudio, la oportunidad se mide por el número de noches por semana en que los individuos salen con fines recreativos. En gran parte por lo mismo, los autores concluyen que las mujeres tienen menos probabilidades de estar expuestas a las oportunidades para el comportamiento criminal, especulando que «las limitaciones a menudo restringen a las mujeres y acompañan sus estilos de vida», lo cual contribuye a que tengan menos oportunidades para el crimen. Con el autocontrol que resulta ser significativo para los hombres pero no para las mujeres, las conclusiones de este estudio apuntan hacia la idea de que los hombres y las mujeres cometen delitos por diferentes razones. La noción de que el autocontrol fue significativo solo para las mujeres cuando se combinaba con la oportunidad ayuda a explicar la brecha de género que se observa en los índices de criminalidad.
David Rowe, Alexander Vazsonyi y Daniel Flannery, autores de Sex Differences in Crime: Do Means and Within-Sex Variation Have Similar Causes?, se centraron en el hecho ampliamente reconocido de que existe una gran diferencia por sexos en el crimen: hay más hombres que mujeres que cometen delitos. Este hecho ha sido cierto en el tiempo y en todas las culturas. Además, hay un número similar de hombres y mujeres que cometen delitos graves, que acaban en lesiones o la muerte. En un estudio que analizó autodenuncias de actos delictivos, los investigadores identificaron varias diferencias de sexo mirando los índices de masculinidad. Por cada mujer, 1,28 hombres beben alcohol, que es un gran factor de influencia en la conducta criminal o delictiva. Por cada mujer, 2,7 hombres cometieron delito de robo de hasta 50 $. Por último, por cada mujer, 3,7 hombres roban más de 50 $. Asimismo, hay más hombres que mujeres involucrados en homicidios, tanto como perpetradores como víctimas. Hay teorías que explican las diferencias individuales en el crimen, pero tienden a ignorar las diferencias entre hombres y mujeres. La mayoría de las teorías criminológicas se centran principalmente en el comportamiento criminal de los varones. Estos resultados sugieren que los investigadores deben centrarse en un único marco explicativo debido a las diferencias de sexo y variación individual en la delincuencia. Debilita teorías criminológicas que apoyan diferentes influencias en la conducta masculina en contraposición a la femenina; sin embargo, refuerza las teorías que proporcionan una explicación unitaria de la delincuencia en ambos sexos. Por otra parte, un varón es más delincuente que otro principalmente por las mismas razones que los hombres normalmente se implican más en actos delictivos que las mujeres.

## Agresividad y género
Algunos investigadores han sugerido que las mujeres son menos agresivas y tienden a demostrar la agresividad en formas menos físicas. En primer lugar, los hombres muestran una conducta antisocial mayor que las mujeres con una relación de 4:1 durante la infancia y la adolescencia, mientras que de adultos la proporción es de 8:1, según estudios de Hare. En cuanto a los delitos cometidos, hay diferencia entre hombres y mujeres. Según la Asociación Estadounidense de Psicología (APA, por sus siglas en inglés), mientras que las mujeres cometen con mayor frecuencia delitos menores, los delitos cometidos por hombres son en mayor medida contra la vida y la propiedad privada. Además, se estima que el 70 % de las mujeres de todo el mundo han sufrido violencia física o sexual por parte de un hombre en algún momento de su vida, y en el 35 % de los casos, la sufren por parte de su compañero sentimental. Dichos datos generalmente muestran que los hombres tienden a infligir el mayor porcentaje de lesiones en la violencia doméstica. Los críticos han argumentado que «los hallazgos de algunos estudios sobre la igualdad de tasas de violencia por parte de las mujeres en las relaciones son engañosas porque no logran colocar la violencia en su contexto, es decir, hay una diferencia entre alguien que utiliza la violencia para contraatacar o defenderse a sí mismo y alguien que inicia un asalto no provocado».
La ONU califica la violencia contra las mujeres mundialmente como «una pandemia» que impera en todos los países del mundo.[cita requerida]

## Naturaleza vs. crianza
Terrie Moffitt y Avshalom Caspi comparan factores de riesgo de hombres y mujeres que retratan el inicio en la infancia y en la adolescencia de conductas antisociales, lo que influye en el comportamiento desviado en los individuos. La aparición de la delincuencia en la niñez se atribuye a la falta de crianza de los hijos, problemas neurocognitivos y problemas de temperamento y comportamiento. Por otro lado, en la aparición de la delincuencia en la adolescencia no encontraron problemas similares a los hallados en la infancia. Este estudio mostró una relación de hombre-mujer de 10:1 en el inicio de la delincuencia en la niñez y de 15:1 en el inicio de la delincuencia en la adolescencia. Moffitt y Caspi plantearon la hipótesis de que «la conducta antisocial persistente a lo largo del ciclo de vida de un individuo se origina tempranamente, cuando el comportamiento difícil de un niño de alto riesgo se ve agravado por un entorno social de alto riesgo». Además, «la conducta antisocial limitada a la adolescencia emerge junto a la pubertad, donde los jóvenes, por lo demás sanos, experimentan disforia durante los años relativamente sin un rol definido que transcurren entre la madurez biológica y el acceso a los privilegios y responsabilidades de la madurez legal», lo que denominan la «brecha de madurez». Se basan en la teoría de la taxonomía, que establece que la diferencia de género en la delincuencia se origina en las diferencias de sexo en los factores de riesgo del comportamiento antisocial persistente en el ciclo de vida. Basados en la investigación, las niñas tienen menos probabilidades que los niños de sufrir disfunciones del sistema nervioso, temperamento difícil, madurez tardía en el desarrollo verbal y motor, problemas de aprendizaje y problemas de conducta infantiles. Las mujeres tienen las mismas probabilidades que los hombres de entrar en la delincuencia limitada a la adolescencia, pero debido a que son excluidas de los grupos antisociales masculinos, son menos propensas a tener las oportunidades que tienen los hombres de involucrarse en comportamientos delictivos.

### Sociobiología y psicología evolutiva
La psicología evolutiva ha propuesto varias explicaciones evolutivas para las diferencias de género en la agresividad. Los varones podían aumentar su éxito reproductivo mediante la poliginia, lo que daría lugar a la competencia con otros hombres por las mujeres. En el ambiente ancestral, si la madre moría esto podría haber tenido consecuencias más graves para un niño que si moría el padre, ya que existe una tendencia mayor por las mujeres que por los hombres a la inversión parental y al cuidado de los niños. Dedicar más tiempo al cuidado de los niños también conduce a que las mujeres experimenten dificultades para implementar la estrategia de luchar o huir. Anne Campbell escribe que, como consecuencia, las mujeres pueden haber implementado la estrategia de evitar la agresividad física directa y en su lugar utilizar otras como la «terminación de la amistad, chismorreo, ostracismo y estigmatización».

### Sociología
Las consideraciones de género en lo que se refiere a la delincuencia han sido ignoradas y dejadas de lado en el estudio criminológico y sociológico, hasta hace pocos años, en la medida que los delitos femeninos han sido marginados de la consideración.
Una de las razones clave propuestas para la falta de atención a las mujeres en el crimen y los delitos surge de la opinión de que la delincuencia femenina casi exclusivamente ha sido tratada por los hombres, a partir del trabajo de los legisladores, y que esto ha seguido a través en los enfoques teóricos, bastante a menudo retratando lo que podría considerarse como un punto de vista unilateral, como Mannheim sugirió.
Sin embargo, otros argumentos se han presentado como explicaciones para la invisibilidad de las mujeres en lo que se refiere a los enfoques teóricos, tales como: las mujeres tienen una "... al parecer bajo nivel de delincuencia; suponen una amenaza menor social que sus colegas masculinos; que sus "faltas y delitos tienden a ser de relativamente menor gravedad", sino también por el temor de que incluir a las mujeres en la investigación podrían amenazar o socavar teorías, como Thrasher y Sutherland temían que sucedería con su investigación.

## Sistema judicial
Al menos un estudio ha observado diferencias sustanciales en el tratamiento y la conducta de los acusados en los tribunales sobre la base de género; la criminóloga femenina Frances Heidensohn postula que para los jueces y los jurados a menudo es "imposible aislar las circunstancias de que el acusado es una mujer de las circunstancias que ella también puede ser una viuda, madre, atractiva o llorar en el estrado." Por otra parte, los acusados masculinos y femeninos en los tribunales han denunciado haber sido asesorados para comportarse de manera diferente según su género; las mujeres en particular recuerdan haber sido aconsejadas para expresar "pasividad silenciosa", mientras que los hombres se les animaba a ser "asertivos" en interrogatorios y testimonios.

## Estadísticas

### Estadísticas mundiales de homicidios por sexo
De acuerdo con los datos proporcionados por el Oficina de Naciones Unidas contra la Droga y el Delito, en todo el mundo, 70 % de las víctimas de homicidio son hombres, y en 193 de los 202 países o regiones incluidos en el listado, los varones eran más propensos a ser asesinados que las mujeres. En dos países, la proporción era de 50:50 (Suazilandia e Islas Vírgenes Británicas), y en los restantes siete; Tonga, Islandia, Japón, Nueva Zelanda, República de Corea, Letonia y Hong Kong, las mujeres tenían más probabilidades de ser víctimas de homicidios que los varones.
| Afganistán                             | 1,948   | 6.5  | 87.0 %  | 1,695   | 5.7  | 13.0 %  | 253    | 0.8 | 2010 |
| Albania                                | 157     | 5.0  | 83.4 %  | 131     | 4.2  | 16.6 %  | 26     | 0.8 | 2009 |
| Alemania                               | 662     | 0.8  | 52.7 %  | 349     | 0.4  | 47.3 %  | 313    | 0.4 | 2011 |
| Angola                                 | 2,079   | 10.0 | 81.2 %  | 1,688   | 8.1  | 18.8 %  | 391    | 1.9 | 2010 |
| Anguila                                | 1       | 7.5  | 100.0 % | 1       | 7.5  | 0.0 %   | 0      | 0.0 | 2010 |
| Antigua y Barbuda                      | 10      | 11.2 | 67.9 %  | 7       | 7.6  | 32.1 %  | 3      | 3.6 | 2011 |
| Argelia                                | 280     | 0.7  | 84.0 %  | 235     | 0.6  | 16.0 %  | 45     | 0.1 | 2012 |
| Argentina                              | 2,237   | 5.5  | 83.6 %  | 1,870   | 4.6  | 16.4 %  | 367    | 0.9 | 2011 |
| Armenia                                | 54      | 1.8  | 64.8 %  | 35      | 1.2  | 35.2 %  | 19     | 0.6 | 2011 |
| Aruba                                  | 4       | 3.9  | 100.0 % | 4       | 3.9  | 0.0 %   | 0      | 0.0 | 2010 |
| Australia                              | 254     | 1.1  | 67.3 %  | 171     | 0.7  | 32.7 %  | 83     | 0.4 | 2010 |
| Austria                                | 77      | 0.9  | 59.8 %  | 46      | 0.5  | 40.2 %  | 31     | 0.4 | 2010 |
| Azerbaiyán                             | 194     | 2.1  | 69.9 %  | 136     | 1.5  | 30.1 %  | 58     | 0.6 | 2012 |
| Bahamas                                | 111     | 29.8 | 87.4 %  | 97      | 26.0 | 12.6 %  | 14     | 3.8 | 2011 |
| Bahrain                                | 7       | 0.5  | 85.6 %  | 6       | 0.4  | 14.4 %  | 1      | 0.1 | 2011 |
| Bangladesh                             | 4,169   | 2.7  | 63.2 %  | 2,635   | 1.7  | 36.8 %  | 1,534  | 1.0 | 2010 |
| Barbados                               | 21      | 7.4  | 67.7 %  | 14      | 5.0  | 32.3 %  | 7      | 2.4 | 2010 |
| Bélgica                                | 182     | 1.6  | 56.6 %  | 103     | 0.9  | 43.4 %  | 79     | 0.7 | 2012 |
| Belice                                 | 145     | 44.7 | 90.3 %  | 131     | 40.4 | 9.7 %   | 14     | 4.3 | 2011 |
| Benín                                  | 848     | 8.4  | 71.1 %  | 603     | 6.0  | 28.9 %  | 245    | 2.4 | 2011 |
| Bielorrusia                            | 486     | 5.1  | 67.7 %  | 329     | 3.5  | 32.3 %  | 157    | 1.6 | 2012 |
| Bolivia                                | 1,270   | 12.1 | 77.3 %  | 982     | 9.4  | 22.7 %  | 288    | 2.7 | 2012 |
| Bosnia y Herzegovina                   | 51      | 1.3  | 68.6 %  | 35      | 0.9  | 31.4 %  | 16     | 0.4 | 2008 |
| Botsuana                               | 368     | 18.4 | 76.0 %  | 280     | 14.0 | 24.0 %  | 88     | 4.4 | 2010 |
| Brasil                                 | 50,108  | 25.2 | 89.8 %  | 44,997  | 22.6 | 10.2 %  | 5,111  | 2.6 | 2010 |
| Brunéi Darussalam                      | 8       | 2.0  | 54.1 %  | 4       | 1.1  | 45.9 %  | 4      | 0.9 | 2010 |
| Bulgaria                               | 141     | 1.9  | 82.3 %  | 116     | 1.6  | 17.7 %  | 25     | 0.3 | 2011 |
| Burkina Faso                           | 1,311   | 8.0  | 67.2 %  | 881     | 5.4  | 32.8 %  | 430    | 2.6 | 2012 |
| Burundi                                | 790     | 8.0  | 70.4 %  | 556     | 5.6  | 29.6 %  | 234    | 2.4 | 2010 |
| Bután                                  | 12      | 1.7  | 61.2 %  | 7       | 1.0  | 38.8 %  | 5      | 0.7 | 2010 |
| Cabo Verde                             | 51      | 10.3 | 74.5 %  | 38      | 7.7  | 25.5 %  | 13     | 2.6 | 2010 |
| Camboya                                | 964     | 6.5  | 75.3 %  | 726     | 4.9  | 24.7 %  | 238    | 1.6 | 2010 |
| Camerún                                | 1,654   | 7.6  | 75.5 %  | 1,249   | 5.7  | 24.5 %  | 405    | 1.9 | 2012 |
| Canadá                                 | 543     | 1.6  | 69.8 %  | 379     | 1.1  | 30.2 %  | 164    | 0.5 | 2010 |
| Chad                                   | 907     | 7.3  | 71.2 %  | 646     | 5.2  | 28.8 %  | 261    | 2.1 | 2010 |
| Chile                                  | 550     | 3.1  | 81.9 %  | 450     | 2.5  | 18.1 %  | 100    | 0.6 | 2010 |
| China                                  | 13,410  | 1.0  | 78.1 %  | 10,473  | 0.8  | 21.9 %  | 2,937  | 0.2 | 2012 |
| Chipre                                 | 23      | 2.0  | 77.3 %  | 18      | 1.5  | 22.7 %  | 5      | 0.5 | 2012 |
| Colombia                               | 14,670  | 30.8 | 91.6 %  | 13,438  | 28.2 | 8.4 %   | 1,232  | 2.6 | 2012 |
| Comores                                | 72      | 10.0 | 70.6 %  | 51      | 7.1  | 29.4 %  | 21     | 2.9 | 2010 |
| República del Congo                    | 541     | 12.5 | 83.9 %  | 454     | 10.5 | 16.1 %  | 87     | 2.0 | 2011 |
| Costa Rica                             | 407     | 8.5  | 87.7 %  | 357     | 7.5  | 12.3 %  | 50     | 1.0 | 2011 |
| Costa de Marfil                        | 2,691   | 13.6 | 76.0 %  | 2,045   | 10.3 | 24.0 %  | 646    | 3.3 | 2010 |
| Croacia                                | 51      | 1.2  | 64.7 %  | 33      | 0.8  | 35.3 %  | 18     | 0.4 | 2010 |
| Cuba                                   | 477     | 4.2  | 75.0 %  | 358     | 3.2  | 25.0 %  | 119    | 1.1 | 2012 |
| Dinamarca                              | 47      | 0.8  | 66.0 %  | 31      | 0.5  | 34.0 %  | 16     | 0.3 | 2010 |
| Yibuti                                 | 87      | 10.1 | 72.3 %  | 63      | 7.3  | 27.7 %  | 24     | 2.8 | 2012 |
| Dominica                               | 15      | 21.1 | 87.5 %  | 13      | 18.5 | 12.5 %  | 2      | 2.6 | 2012 |
| Ecuador                                | 1,924   | 12.4 | 91.8 %  | 1,766   | 11.4 | 8.2 %   | 158    | 1.0 | 2010 |
| Egipto                                 | 2,703   | 3.4  | 87.8 %  | 2,373   | 3.0  | 12.2 %  | 330    | 0.4 | 2006 |
| El Salvador                            | 2,594   | 41.2 | 89.0 %  | 2,309   | 36.7 | 11.0 %  | 285    | 4.5 | 2010 |
| Guinea Ecuatorial                      | 142     | 19.3 | 82.5 %  | 117     | 15.9 | 17.5 %  | 25     | 3.4 | 2010 |
| Eritrea                                | 437     | 7.1  | 74.4 %  | 325     | 5.3  | 25.6 %  | 112    | 1.8 | 2012 |
| Estonia                                | 65      | 5.0  | 76.6 %  | 50      | 3.8  | 23.4 %  | 15     | 1.2 | 2010 |
| Etiopía                                | 11,048  | 12.0 | 77.2 %  | 8,529   | 9.3  | 22.8 %  | 2,519  | 2.7 | 2010 |
| Federación Rusa                        | 13,120  | 9.2  | 75.5 %  | 9,906   | 6.9  | 24.5 %  | 3,214  | 2.3 | 2012 |
| Fiyi                                   | 35      | 4.0  | 61.3 %  | 21      | 2.5  | 38.7 %  | 14     | 1.5 | 2005 |
| Finlandia                              | 89      | 1.6  | 53.9 %  | 48      | 0.9  | 46.1 %  | 41     | 0.7 | 2010 |
| Francia                                | 665     | 1.0  | 62.1 %  | 413     | 0.6  | 37.9 %  | 252    | 0.4 | 2011 |
| Guayana Francesa                       | 30      | 13.3 | 81.8 %  | 25      | 10.9 | 18.2 %  | 5      | 2.4 | 2012 |
| Gabón                                  | 148     | 9.1  | 83.9 %  | 124     | 7.6  | 16.1 %  | 24     | 1.5 | 2010 |
| Gambia                                 | 182     | 10.2 | 68.9 %  | 125     | 7.0  | 31.1 %  | 57     | 3.2 | 2010 |
| Georgia                                | 187     | 4.3  | 75.7 %  | 142     | 3.3  | 24.3 %  | 45     | 1.0 | 2010 |
| Ghana                                  | 1,537   | 6.1  | 63.8 %  | 981     | 3.9  | 36.2 %  | 556    | 2.2 | 2011 |
| Grecia                                 | 184     | 1.7  | 93.4 %  | 172     | 1.6  | 6.6 %   | 12     | 0.1 | 2010 |
| Grenada                                | 14      | 13.3 | 64.3 %  | 9       | 8.6  | 35.7 %  | 5      | 4.7 | 2010 |
| Guadalupe                              | 36      | 7.9  | 84.2 %  | 30      | 6.7  | 15.8 %  | 6      | 1.2 | 2010 |
| Guatemala                              | 6,025   | 39.9 | 88.9 %  | 5,356   | 35.5 | 11.1 %  | 669    | 4.4 | 2010 |
| Guinea                                 | 1,018   | 8.9  | 69.4 %  | 706     | 6.2  | 30.6 %  | 312    | 2.7 | 2010 |
| Guinea-Bissau                          | 140     | 8.4  | 70.6 %  | 99      | 5.9  | 29.4 %  | 41     | 2.5 | 2012 |
| Guyana                                 | 135     | 17.0 | 60.0 %  | 81      | 10.2 | 40.0 %  | 54     | 6.8 | 2008 |
| Haití                                  | 1,033   | 10.2 | 78.4 %  | 810     | 8.0  | 21.6 %  | 223    | 2.2 | 2012 |
| Honduras                               | 7,172   | 90.4 | 93.2 %  | 6,684   | 84.3 | 6.8 %   | 488    | 6.1 | 2010 |
| Hong Kong                              | 27      | 0.4  | 47.1 %  | 13      | 0.2  | 52.9 %  | 14     | 0.2 | 2011 |
| Hungría                                | 132     | 1.3  | 58.3 %  | 77      | 0.8  | 41.7 %  | 55     | 0.5 | 2010 |
| Islandia                               | 1       | 0.3  | 0.0 %   | 0       | 0.0  | 100.0 % | 1      | 0.3 | 2010 |
| India                                  | 43,355  | 3.5  | 59.2 %  | 25,666  | 2.1  | 40.8 %  | 17,689 | 1.4 | 2012 |
| Indonesia                              | 1,456   | 0.6  | 80.3 %  | 1,169   | 0.5  | 19.7 %  | 287    | 0.1 | 2010 |
| Irán                                   | 3,126   | 4.1  | 81.9 %  | 2,560   | 3.4  | 18.1 %  | 566    | 0.7 | 2010 |
| Iraq                                   | 2,628   | 8.0  | 68.3 %  | 1,795   | 5.5  | 31.7 %  | 833    | 2.5 | 2010 |
| Irlanda                                | 54      | 1.2  | 86.7 %  | 47      | 1.0  | 13.3 %  | 7      | 0.2 | 2012 |
| Islas Caimán                           | 8       | 14.7 | 87.5 %  | 7       | 12.9 | 12.5 %  | 1      | 1.8 | 2010 |
| Islas Marshall                         | 2       | 4.7  | 81.3 %  | 2       | 3.8  | 18.7 %  | 0      | 0.9 | 2012 |
| Islas Vírgenes Británicas              | 2       | 8.4  | 50.0 %  | 1       | 4.2  | 50.0 %  | 1      | 4.2 | 2010 |
| Israel                                 | 134     | 1.8  | 72.8 %  | 98      | 1.3  | 27.2 %  | 36     | 0.5 | 2010 |
| Italia                                 | 530     | 0.9  | 69.9 %  | 370     | 0.6  | 30.1 %  | 160    | 0.3 | 2011 |
| Jamaica                                | 1,087   | 39.3 | 89.5 %  | 973     | 35.2 | 10.5 %  | 114    | 4.1 | 2010 |
| Japón                                  | 442     | 0.3  | 47.1 %  | 208     | 0.1  | 52.9 %  | 234    | 0.2 | 2012 |
| Jordania                               | 133     | 2.0  | 76.6 %  | 102     | 1.5  | 23.4 %  | 31     | 0.5 | 2010 |
| Kazakhstan                             | 1,263   | 7.8  | 82.1 %  | 1,037   | 6.4  | 17.9 %  | 226    | 1.4 | 2010 |
| Kenia                                  | 2,761   | 6.4  | 76.6 %  | 2,115   | 4.9  | 23.4 %  | 646    | 1.5 | 2010 |
| Kiribati                               | 8       | 8.2  | 69.4 %  | 6       | 5.7  | 30.6 %  | 2      | 2.5 | 2012 |
| Kuwait                                 | 12      | 0.4  | 83.6 %  | 10      | 0.3  | 16.4 %  | 2      | 0.1 | 2010 |
| Kyrgyzstan                             | 494     | 9.1  | 68.7 %  | 339     | 6.3  | 31.3 %  | 155    | 2.8 | 2012 |
| Letonia                                | 97      | 4.7  | 49.0 %  | 48      | 2.3  | 51.0 %  | 49     | 2.4 | 2010 |
| Líbano                                 | 95      | 2.2  | 79.5 %  | 76      | 1.7  | 20.5 %  | 19     | 0.5 | 2012 |
| Lesotho                                | 764     | 38.0 | 74.0 %  | 565     | 28.1 | 26.0 %  | 199    | 9.9 | 2010 |
| Liberia                                | 135     | 3.2  | 70.1 %  | 95      | 2.2  | 29.9 %  | 40     | 1.0 | 2009 |
| Libia                                  | 103     | 1.7  | 76.8 %  | 79      | 1.3  | 23.2 %  | 24     | 0.4 | 2010 |
| Lituania                               | 202     | 6.7  | 73.8 %  | 149     | 4.9  | 26.2 %  | 53     | 1.8 | 2010 |
| Luxemburgo                             | 4       | 0.8  | 100.0 % | 4       | 0.8  | 0.0 %   | 0      | 0.0 | 2011 |
| Macao                                  | 4       | 0.7  | 60.0 %  | 2       | 0.4  | 40.0 %  | 2      | 0.3 | 2010 |
| Macedonia                              | 30      | 1.4  | 86.7 %  | 26      | 1.2  | 13.3 %  | 4      | 0.2 | 2010 |
| Madagascar                             | 2,465   | 11.1 | 71.6 %  | 1,765   | 7.9  | 28.4 %  | 700    | 3.2 | 2010 |
| Malawi                                 | 279     | 1.8  | 87.5 %  | 244     | 1.6  | 12.5 %  | 35     | 0.2 | 2010 |
| Malaysia                               | 652     | 2.3  | 72.6 %  | 473     | 1.7  | 27.4 %  | 179    | 0.6 | 2009 |
| Maldivas                               | 13      | 3.9  | 63.3 %  | 8       | 2.5  | 36.7 %  | 5      | 1.4 | 2010 |
| Mali                                   | 1,119   | 7.5  | 65.0 %  | 727     | 4.9  | 35.0 %  | 392    | 2.6 | 2012 |
| Malta                                  | 12      | 2.8  | 75.0 %  | 9       | 2.1  | 25.0 %  | 3      | 0.7 | 2011 |
| Martinica                              | 11      | 2.7  | 72.7 %  | 8       | 2.0  | 27.3 %  | 3      | 0.7 | 2010 |
| Mauritania                             | 191     | 5.0  | 68.9 %  | 132     | 3.4  | 31.1 %  | 59     | 1.6 | 2010 |
| Mauricio                               | 34      | 2.8  | 76.5 %  | 26      | 2.1  | 23.5 %  | 8      | 0.7 | 2010 |
| México                                 | 26,037  | 21.5 | 89.3 %  | 23,251  | 19.2 | 10.7 %  | 2,786  | 2.3 | 2012 |
| Micronesia                             | 5       | 4.6  | 74.2 %  | 4       | 3.4  | 25.8 %  | 1      | 1.2 | 2008 |
| Moldavia                               | 229     | 6.5  | 72.5 %  | 166     | 4.7  | 27.5 %  | 63     | 1.8 | 2011 |
| Mongolia                               | 266     | 9.7  | 77.4 %  | 206     | 7.5  | 22.6 %  | 60     | 2.2 | 2010 |
| Montenegro                             | 17      | 2.7  | 82.4 %  | 14      | 2.2  | 17.6 %  | 3      | 0.5 | 2012 |
| Montserrat                             | 1       | 20.4 | 100.0 % | 1       | 20.4 | 0.0 %   | 0      | 0.0 | 2010 |
| Marruecos                              | 704     | 2.2  | 87.8 %  | 618     | 1.9  | 12.2 %  | 86     | 0.3 | 2010 |
| Mozambique                             | 3,133   | 12.4 | 75.8 %  | 2,375   | 9.4  | 24.2 %  | 758    | 3.0 | 2010 |
| Myanmar                                | 8,044   | 15.2 | 61.5 %  | 4,947   | 9.3  | 38.5 %  | 3,097  | 5.9 | 2010 |
| Namibia                                | 388     | 17.2 | 76.3 %  | 296     | 13.1 | 23.7 %  | 92     | 4.1 | 2008 |
| Nepal                                  | 786     | 2.9  | 77.3 %  | 608     | 2.2  | 22.7 %  | 178    | 0.7 | 2010 |
| Holanda                                | 145     | 0.9  | 65.0 %  | 94      | 0.6  | 35.0 %  | 51     | 0.3 | 2012 |
| Nueva Zelanda                          | 41      | 0.9  | 48.8 %  | 20      | 0.4  | 51.2 %  | 21     | 0.5 | 2010 |
| Nicaragua                              | 675     | 11.3 | 92.6 %  | 625     | 10.5 | 7.4 %   | 50     | 0.8 | 2010 |
| Níger                                  | 803     | 4.7  | 66.1 %  | 531     | 3.1  | 33.9 %  | 272    | 1.6 | 2010 |
| Nigeria                                | 33,817  | 20.0 | 68.2 %  | 23,063  | 13.6 | 31.8 %  | 10,754 | 6.4 | 2010 |
| Noruega                                | 111     | 2.2  | 53.2 %  | 59      | 1.2  | 46.8 %  | 52     | 1.0 | 2010 |
| Omán                                   | 34      | 1.1  | 73.3 %  | 25      | 0.8  | 26.7 %  | 9      | 0.3 | 2010 |
| Pakistán                               | 13,846  | 7.7  | 76.7 %  | 10,620  | 5.9  | 23.3 %  | 3,226  | 1.8 | 2010 |
| Panamá                                 | 654     | 17.2 | 94.6 %  | 619     | 16.3 | 5.4 %   | 35     | 0.9 | 2009 |
| Papúa Nueva Guinea                     | 713     | 10.4 | 73.7 %  | 525     | 7.7  | 26.3 %  | 188    | 2.7 | 2010 |
| Paraguay                               | 649     | 9.7  | 88.8 %  | 576     | 8.6  | 11.2 %  | 73     | 1.1 | 2009 |
| Perú                                   | 2,865   | 9.6  | 78.1 %  | 2,238   | 7.5  | 21.9 %  | 627    | 2.1 | 2010 |
| Filipinas                              | 8,484   | 8.8  | 88.0 %  | 7,466   | 7.7  | 12.0 %  | 1,018  | 1.1 | 2011 |
| Polonia                                | 449     | 1.2  | 73.2 %  | 329     | 0.9  | 26.8 %  | 120    | 0.3 | 2010 |
| Portugal                               | 122     | 1.2  | 70.2 %  | 86      | 0.8  | 29.8 %  | 36     | 0.4 | 2011 |
| Puerto Rico                            | 978     | 26.5 | 94.1 %  | 920     | 24.9 | 5.9 %   | 58     | 1.6 | 2010 |
| Qatar                                  | 23      | 1.1  | 81.9 %  | 19      | 0.9  | 18.1 %  | 4      | 0.2 | 2010 |
| República Centroafricana               | 532     | 11.8 | 85.6 %  | 455     | 10.1 | 14.4 %  | 77     | 1.7 | 2010 |
| República Checa                        | 105     | 1.0  | 54.3 %  | 57      | 0.5  | 45.7 %  | 48     | 0.5 | 2011 |
| República de Corea                     | 427     | 0.9  | 47.5 %  | 203     | 0.4  | 52.5 %  | 224    | 0.5 | 2010 |
| República Democrática Popular de Corea | 1,293   | 5.2  | 77.1 %  | 997     | 4.0  | 22.9 %  | 296    | 1.2 | 2010 |
| República Democrática Popular de Laos  | 392     | 5.9  | 79.4 %  | 311     | 4.7  | 20.6 %  | 81     | 1.2 | 2011 |
| República Democrática del Congo        | 18,586  | 28.3 | 80.8 %  | 15,017  | 22.9 | 19.2 %  | 3,569  | 5.4 | 2010 |
| República Dominicana                   | 2,268   | 22.1 | 91.1 %  | 2,066   | 20.1 | 8.9 %   | 202    | 2.0 | 2010 |
| Ruanda                                 | 2,648   | 23.1 | 70.9 %  | 1,877   | 16.4 | 29.1 %  | 771    | 6.7 | 2012 |
| Reunión                                | 15      | 1.8  | 75.0 %  | 11      | 1.4  | 25.0 %  | 4      | 0.5 | 2010 |
| Rumania                                | 378     | 1.7  | 62.5 %  | 236     | 1.1  | 37.5 %  | 142    | 0.6 | 2010 |
| San Cristóbal y Nieves                 | 18      | 33.6 | 90.5 %  | 16      | 30.4 | 9.5 %   | 2      | 3.2 | 2011 |
| Santa Lucía                            | 39      | 21.6 | 79.7 %  | 31      | 17.2 | 20.3 %  | 8      | 4.4 | 2008 |
| San Vicente y las Granadinas           | 28      | 25.6 | 88.0 %  | 25      | 22.5 | 12.0 %  | 3      | 3.1 | 2010 |
| Samoa                                  | 7       | 3.6  | 81.2 %  | 6       | 2.9  | 18.8 %  | 1      | 0.7 | 2010 |
| Santo Tomé y Príncipe                  | 6       | 3.3  | 74.6 %  | 4       | 2.5  | 25.4 %  | 2      | 0.8 | 2010 |
| Arabia Saudita                         | 234     | 0.8  | 66.7 %  | 156     | 0.5  | 33.3 %  | 78     | 0.3 | 2011 |
| Senegal                                | 379     | 2.8  | 74.8 %  | 283     | 2.1  | 25.2 %  | 96     | 0.7 | 2010 |
| Serbia                                 | 111     | 1.2  | 64.9 %  | 72      | 0.8  | 35.1 %  | 39     | 0.4 | 2010 |
| Seychelles                             | 9       | 9.5  | 79.3 %  | 7       | 7.5  | 20.7 %  | 2      | 2.0 | 2010 |
| Sierra Leona                           | 113     | 1.9  | 76.8 %  | 87      | 1.5  | 23.2 %  | 26     | 0.4 | 2012 |
| Singapur                               | 11      | 0.2  | 62.5 %  | 7       | 0.1  | 37.5 %  | 4      | 0.1 | 2010 |
| Eslovaquia                             | 75      | 1.4  | 68.0 %  | 51      | 1.0  | 32.0 %  | 24     | 0.4 | 2011 |
| Eslovenia                              | 14      | 0.7  | 57.1 %  | 8       | 0.4  | 42.9 %  | 6      | 0.3 | 2010 |
| Islas Salomón                          | 24      | 4.3  | 74.8 %  | 18      | 3.2  | 25.2 %  | 6      | 1.1 | 2010 |
| Somalía                                | 819     | 8.0  | 73.9 %  | 605     | 5.9  | 26.1 %  | 214    | 2.1 | 2012 |
| Sudáfrica                              | 16,259  | 31.0 | 84.6 %  | 13,755  | 26.2 | 15.4 %  | 2,504  | 4.8 | 2009 |
| Sudán del Sur                          | 1,504   | 13.9 | 82.5 %  | 1,241   | 11.5 | 17.5 %  | 263    | 2.4 | 1994 |
| España                                 | 364     | 0.8  | 65.7 %  | 239     | 0.5  | 34.3 %  | 125    | 0.3 | 2009 |
| Sri Lanka                              | 707     | 3.4  | 84.8 %  | 600     | 2.9  | 15.2 %  | 107    | 0.5 | 2012 |
| Estado de Palestina                    | 312     | 7.4  | 87.6 %  | 273     | 6.5  | 12.4 %  | 39     | 0.9 | 2010 |
| Sudán                                  | 4,159   | 11.2 | 85.3 %  | 3,548   | 9.6  | 14.7 %  | 611    | 1.6 | 2011 |
| Surinam                                | 33      | 6.1  | 75.3 %  | 25      | 4.6  | 24.7 %  | 8      | 1.5 | 2010 |
| Suazilandia                            | 416     | 33.8 | 77.9 %  | 324     | 26.3 | 22.1 %  | 92     | 7.5 | 2011 |
| Suecia                                 | 68      | 0.7  | 68.1 %  | 46      | 0.5  | 31.9 %  | 22     | 0.2 | 2010 |
| Suiza                                  | 46      | 0.6  | 50.0 %  | 23      | 0.3  | 50.0 %  | 23     | 0.3 | 2010 |
| República Árabe de Siria               | 463     | 2.2  | 84.0 %  | 389     | 1.8  | 16.0 %  | 74     | 0.4 | 2010 |
| Taiwán                                 | 686     | 3.0  | 86.6 %  | 594     | 2.6  | 13.4 %  | 92     | 0.4 | 2009 |
| Tayikistán                             | 126     | 1.6  | 86.5 %  | 109     | 1.4  | 13.5 %  | 17     | 0.2 | 2010 |
| Tailandia                              | 3,307   | 5.0  | 87.7 %  | 2,900   | 4.4  | 12.3 %  | 407    | 0.6 | 2007 |
| Timor Oriental                         | 39      | 3.6  | 73.1 %  | 29      | 2.6  | 26.9 %  | 10     | 1.0 | 2010 |
| Togo                                   | 684     | 10.3 | 71.5 %  | 489     | 7.4  | 28.5 %  | 195    | 2.9 | 2010 |
| Tonga                                  | 1       | 1.0  | 0.0 %   | 0       | 0.0  | 100.0 % | 1      | 1.0 | 2010 |
| Trinidad y Tobago                      | 379     | 28.3 | 91.7 %  | 348     | 26.0 | 8.3 %   | 31     | 2.3 | 2010 |
| Túnez                                  | 235     | 2.2  | 77.0 %  | 181     | 1.7  | 23.0 %  | 54     | 0.5 | 2010 |
| Turquía                                | 1,866   | 2.6  | 79.5 %  | 1,483   | 2.1  | 20.5 %  | 383    | 0.5 | 2011 |
| Turkmenistán                           | 660     | 12.8 | 83.8 %  | 553     | 10.7 | 16.2 %  | 107    | 2.1 | 2010 |
| Islas Turks y Caicos                   | 2       | 6.6  | 100.0 % | 2       | 6.6  | 0.0 %   | 0      | 0.0 | 2010 |
| Uganda                                 | 3,753   | 10.7 | 86.2 %  | 3,235   | 9.2  | 13.8 %  | 518    | 1.5 | 2010 |
| Ucrania                                | 1,988   | 4.3  | 68.6 %  | 1,364   | 2.9  | 31.4 %  | 624    | 1.4 | 2009 |
| Emiratos Árabes Unidos                 | 235     | 2.6  | 86.8 %  | 204     | 2.3  | 13.2 %  | 31     | 0.3 | 2012 |
| Reino Unido                            | 653     | 1.0  | 70.3 %  | 459     | 0.7  | 29.7 %  | 194    | 0.3 | 2012 |
| Tanzania                               | 6,071   | 12.7 | 73.0 %  | 4,432   | 9.3  | 27.0 %  | 1,639  | 3.4 | 2010 |
| Estados Unidos de América              | 14,827  | 4.7  | 77.8 %  | 11,535  | 3.7  | 22.2 %  | 3,292  | 1.0 | 2010 |
| Islas Vírgenes de los Estados Unidos   | 56      | 52.6 | 87.5 %  | 49      | 46.0 | 12.5 %  | 7      | 6.6 | 2010 |
| Uruguay                                | 267     | 7.9  | 79.4 %  | 212     | 6.3  | 20.6 %  | 55     | 1.6 | 2010 |
| Uzbekistán                             | 1,060   | 3.7  | 82.4 %  | 873     | 3.0  | 17.6 %  | 187    | 0.7 | 2010 |
| Vanuatu                                | 7       | 2.9  | 72.0 %  | 5       | 2.1  | 28.0 %  | 2      | 0.8 | 2011 |
| Venezuela                              | 16,072  | 53.7 | 91.9 %  | 14,770  | 49.4 | 8.1 %   | 1,302  | 4.3 | 2010 |
| Viet Nam                               | 3,037   | 3.3  | 71.5 %  | 2,171   | 2.4  | 28.5 %  | 866    | 0.9 | 2011 |
| Yemén                                  | 1,099   | 4.8  | 79.5 %  | 874     | 3.8  | 20.5 %  | 225    | 1.0 | 2012 |
| Zambia                                 | 1,501   | 10.7 | 77.8 %  | 1,168   | 8.3  | 22.2 %  | 333    | 2.4 | 2011 |
| Zimbabue                               | 1,450   | 10.6 | 71.8 %  | 1,041   | 7.6  | 28.2 %  | 409    | 3.0 | 2010 |
| Mundial                                | 436,621 |      | 78.7 %  | 343,582 |      | 21.3 %  | 93,033 |     |      |

### En los Estados Unidos
En los Estados Unidos, los hombres son mucho más propensos a ser encarcelados que las mujeres. Casi 9 veces más hombres (5.037.000) que mujeres (581.000) en algún momento fueron encarcelados en una prisión estatal o federal al cierre del ejercicio 2001 aunque sea por una vez.
En 2011, el Departamento de Justicia de los Estados Unidos compiló las estadísticas de homicidios entre 1980 y 2008. Ese estudio mostró lo siguiente:
- Los hombres cometieron la gran mayoría de los homicidios en los Estados Unidos al momento de la compilación, lo que representa el 89,5 % del número total.[19]
- Jóvenes adultos varones de raza negra tuvieron la tasa más alta de homicidios en comparación con delincuentes en otras categorías raciales y sexuales.[19]
- Mujeres blancas de todas las edades tuvieron las tasas más bajas de delito de todos los grupos raciales o de edad.[19]
- De los niños menores de 5 años asesinados por uno de sus padres, la tasa para los padres biológicos fue ligeramente superior a la de las madres biológicas.[19]
- Sin embargo, de los niños menores de 5 años asesinados por alguien que no sea su padre, el 80 % lo fue por hombres.[19]
- Las tasas de victimización para hombres y mujeres han sido relativamente estables desde 2000.[19]
- Los hombres eran más propensos a ser víctimas de homicidio (76.8 %).[19]
- Las mujeres tenían más probabilidades de ser víctimas de homicidios domésticos (63,7 %) y de homicidios relacionados con el sexo (81,7 %)[19]
- Los hombres eran más propensos a ser víctimas de los homicidios relacionados con las drogas (90,5 %) y con pandillas (94,6 %).[19]

A partir de 2003-2012 se produjo una disminución de la tasa de delincuencia en general, pero un aumento en los crímenes cometidos por mujeres. Hubo un aumento en la tasa de arrestos de mujeres del 2,9 %, pero una disminución de la tasa de arrestos de hombres del 12,7 %. Esto demuestra un aumento de las detenciones de mujeres que compensa solo ligeramente la disminución de detención de hombres, y que resultan en una disminución general en la tasa de detención en los Estados Unidos. En particular, las tasas de arrestos para las mujeres tuvieron un incremento considerable en los siguientes delitos: robo (+20,2 %), hurto-robo (+29,6 %), e incendios provocados-delitos contra la propiedad (+24,7 %).

### En Canadá
De acuerdo con un informe de la Agencia Canadiense de Salud Pública, la tasa de delitos violentos se duplicó entre los varones jóvenes durante los años 1980 y 1990, mientras que casi se triplicó entre la juventud femenina. Para esta última se elevó de 2,2 por 1000 en 1988 a un máximo de 5,6 por 1000 en 1996 y comenzó a declinar en 1999. Algunos investigadores han sugerido que el aumento en las estadísticas del crimen podría ser explicada en parte por el enfoque más estricto a las peleas en patios de colegios y al acoso, lo que lleva a la criminalización de los comportamientos definidos ahora como "asaltos", mientras que antes solo eran percibidos como negativos. El aumento en la tasa de crímenes violentos femenina se explicaría entonces más por un cambio en las políticas de aplicación de la ley que por la conducta efectiva de la población. Según el citado informe, "La evidencia sugiere que el comportamiento agresivo y violento en niños está vinculado a factores familiares y sociales, tales como las carencias sociales y financieras; crianza áspera e inconsistente; problemas conyugales de los padres; violencia familiar, ya sea entre los padres, de los padres hacia los niños o entre hermanos; mala salud mental de los padres; abuso físico y sexual; alcoholismo, drogodependencias u otro abuso de sustancias por los padres u otros miembros de la familia ".
| Asalto agravado                   | 119 | 233 | Los hombres son 2 veces más propensos a sufrirlos    | Más severo   |
| Secuestro                         | 22  | 7   | Las mujeres son 3.1 veces más propensas a sufrirlos  | Más severo   |
| Homicidio e intento de homicidio  | 2   | 7   | Los hombres son 3.5 veces más propensos a sufrirlos  | Más severo   |
| Robo                              | 62  | 114 | Los hombres son 1.8 veces más propensos a sufrirlos  | Más severo   |
| Asalto sexual                     | 68  | 6   | Las mujeres son 11.3 veces más propensas a sufrirlos | Más severo   |
| Delitos más graves                | 273 | 367 | Los hombres son 1.3 veces más propensos a sufrirlos  |              |
| Asalto simple                     | 576 | 484 | Las mujeres son 1.2 veces más propensas a sufrirlos  | Menos severo |
| Amenazas                          | 156 | 184 | Los hombres son 1.2 veces más propensos a sufrirlos  | Menos severo |
| Acoso criminal                    | 135 | 51  | Las mujeres son 2.6 veces más propensas a sufrirlos  | Menos severo |
| Delitos menos severos             | 867 | 719 | Las mujeres son 1.2 veces más propensas a sufrirlos  |              |
| Otros ataques                     | 16  | 62  | Los hombres son 3.9 veces más propensos a sufrirlos  | Varios       |
| Otros delitos contra las personas | 1   | 2   | Los hombres son 2 veces más propensos a sufrirlos    | Varios       |